# باشگاه فوتبال ایگالئو
باشگاه فوتبال ایگالئو (یونانی: Αθλητικός Όμιλος Αιγάλεω) یک باشگاه فوتبال در شهر آتیک یونان است. این باشگاه در لیگ فوتبال یونان بازی می‌کند. این باشگاه در سال ۱۹۳۱ تأسیس شده‌است. 